# Salame di Fabriano
Il salame di Fabriano è un salume a base di carne di maiale.

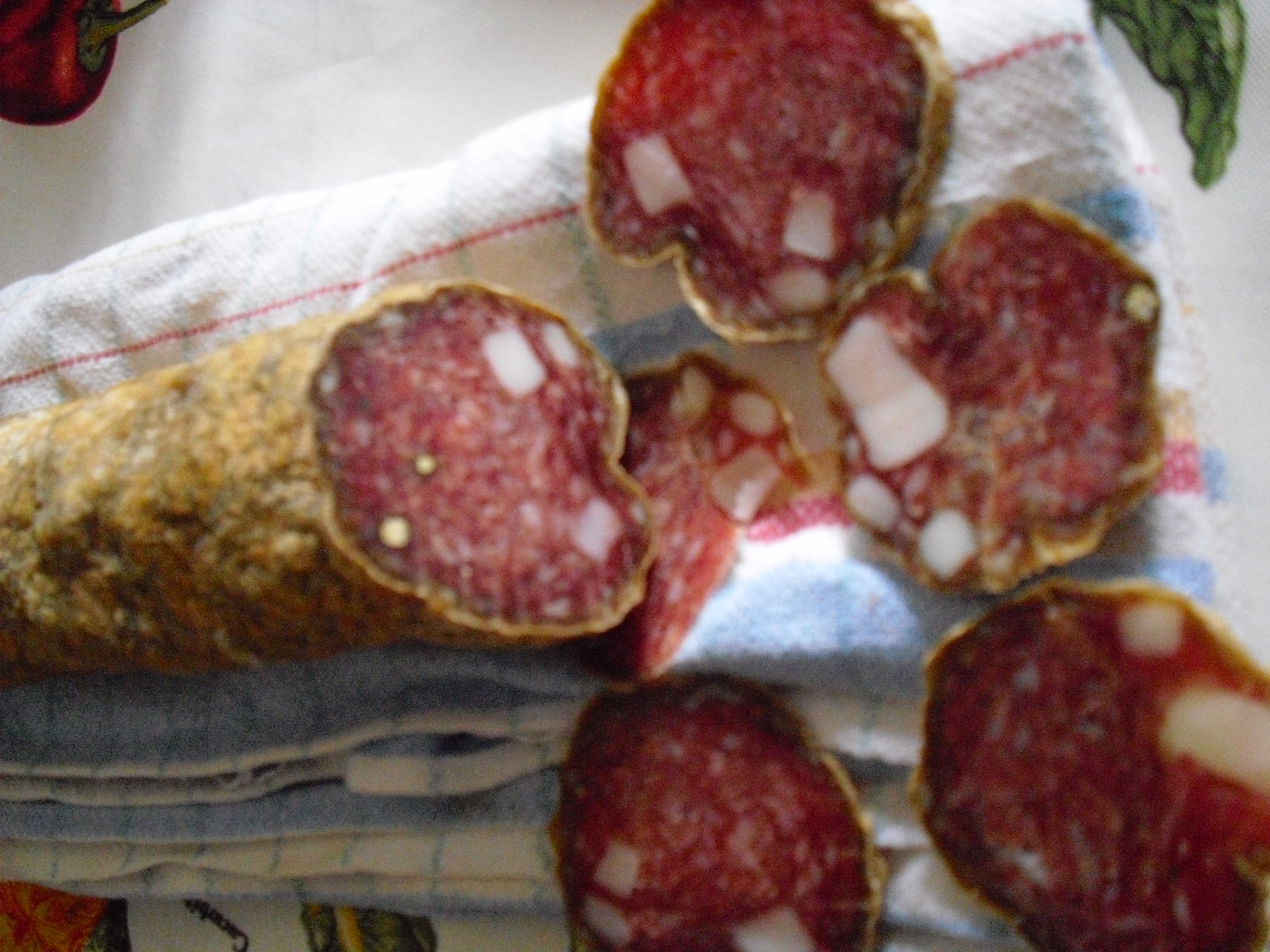
Fette di Salame Fabriano

## Zona di produzione
Il salame di Fabriano è un prodotto tipico della tradizione marchigiana con particolare riferimento alla zona di produzione geograficamente individuata dai seguenti comuni: Fabriano, Arcevia, Cerreto d'Esi, Genga, Serra San Quirico, Sassoferrato, Matelica, Esanatoglia, Serra Sant'Abbondio, Frontone, Pergola, Pioraco e Fiuminata.

## Ingredienti
Nei luoghi di produzione tradizionali si impiegano ancora le carni ottenute dalle razze autoctone dell'entroterra anconetano dal tipico colore scuro; questo perché in passato era predominante la razza nera, ma oggi il suino che si alleva e si utilizza per la produzione del salame di Fabriano è quello derivato dall'impiego indifferente di razze bianche e scure purché nato nel territorio dell'Appennino umbro-marchigiano. L'età ideale per la macellazione è quella che storicamente veniva definita dalla tradizione come “animale sopranno”, cioè un suino con almeno 12 mesi d'età, alimentato con mangimi OGM free.
Dei suini si utilizzano solo le parti pregiate e di prima qualità derivanti dalla spalla (solo il fiocco), dalla coscia con l'aggiunta del fondello. Assolutamente vietate l'impiego o aggiunta di tagli non di prima qualità.
Il grasso rappresenta un percentuale di circa l'8-12%, viene prelevato dalla fascia adiposa dorso-lombare e tagliato a cubetti (in quantità proporzionali all'impasto magro) di 0,5-1 centimetri.
L'impasto, con l'aggiunta di sale, pepe (macinato ed in grani) e vino bianco, viene inserito preferibilmente nel budello gentile che rappresenta la sezione dell'intestino più adatta alle lunghe stagionature ed in grado di conferire aromi particolari. È vietato aggiungere grasso nell'impasto.

### Preparazione
L'impasto subisce un primo taglio con trafile grosse, poi è ripassato almeno due volte in trafile più strette fino ad arrivare alla giusta grana. L'impasto è condito con 26 – 29 grammi di sale per chilo di prodotto, pepe nero in polvere e in grani (in misura totale non superiore ai 5 grammi) e vino bianco. 
Il lardo, tagliato a cubetti, viene salato e mescolato all'impasto di tagli di carne prima dell'insaccatura. Poi il tutto è insaccato e pressato nel budello naturale, preferibilmente gentile che viene dissalato mediante lavaggio con vino bianco naturale privo di additivi o trattamenti chimici (prima dell'insacco), aceto e acqua calda.
I salumi confezionati nel budello vengono appesi senza contatti (per evitare l'insorgere di muffe indesiderate) e lasciati riposare (essiccazione) per un periodo di 2- 3 giorni in appositi locali riscaldati a fuoco lento, in modo da consentire l'asciugatura delle parti acquose che il budello può aver assunto nella fase di lavaggio. Quindi il salame passa nei locali di maturazione dove resta per un periodo di 50/60 giorni dove gli ambienti hanno una temperatura di circa 14 °C ed umidità relativa di circa l'80%.

## Certificazioni e riconoscimenti
Il Salame di Fabriano è Presidio Slow Food.